# Мошкин, Пантелеймон Афанасьевич
Пантелеймо́н Афана́сьевич Мо́шкин (1891—1971) — советский химик. Член-корреспондент Академии наук СССР.

## Биография
Родился 1 (13) февраля 1891 года в Москве в купеческой семье, известной своей благотворительностью.
В 1901 году поступил в Московское реальное училище К. П. Воскресенского, окончил его в 1908 году и поступил на металлургическое отделение Санкт-Петербургского политехнического института, через год перевелся на химический факультет в Московское техническое училище, где под руководством профессора А. Е. Чичибабина в 1913—1916 годах занимался исследованием синтеза пиридиновых соединений из ацетилена, аммиака и ацетальдегида, и в 1914 году опубликовал первую научную работу «Конденсация ацетилена с аммиаком». В 1914—1917 годах работал научным сотрудником Московского комитета по организации химико-фармацевтического производства.
В период Первой Мировой войны в 1914 году провёл научные исследования по получению йода из морских бурых и красных водорослей приграничных морей, водоросли Белого моря и вокруг Соловецких островов исследовал сам. В 1915 году командирован в Швецию и Норвегию для ознакомления с производством йода, затем направлен на Мурманское побережье для сбора и обжига водорослей. По результатам исследований в МВТУ создана опытная установка по выделению йода, а в дальнейшем по эскизам Мошкина Главным управлением химико-фармацевтической промышленности был построен завод по производству йода.
В 1917—1918 годах заведовал ремонтом и оборудованием дрожжевого винокуренного завода, а после его национализации стал членом заводского управления от профессионального союза химиков.
В 1918 году окончил МВТУ со званием инженера-технолога, после чего остался до 1921 года при кафедре химической технологии органических веществ аспирантом для подготовки к профессорскому званию. Параллельно в это же время работал в должности заведующего производственно-технологического отдела Главного управления химико-фармацевтической промышленности и был членом технического совета: им был разработан способ получения камфоры из пихтового масла для использования в медицине. В 1921 году занимал должность заместителя заведующего научно-технического отдела Главного химического управления.
В 1921—1926 годах работает экспертом по вопросам химической промышленности Главного таможенного управления Народного комиссариата внешней торговли, принимает участие в составлении таможенного тарифа. В 1924—1931 годах — председатель Научно-технического совета жировой промышленности. В 1926—1928 годах занимал должность директора химического директората Управления внешней торговли того же народного комиссариата.
В 1921 году избран преподавателем, а в 1924 году — доцентом кафедры жиров и кожи МВТУ; вёл самостоятельный курс по технологии жиров, занимал эту должность до 1930 года.
- 1928 г. избран профессором кафедры технологии жиров и масел МХТИ имени Д. И. Менделеева, где и преподавал до 1931 года[4].

С 1921 года более 30 лет занимался исследованиями в области химии и технологии жиров, используя метод окисления твёрдых углеводородов.
В 1931 году по ложному доносу обвинён в контрреволюционной деятельности и вредительстве. Арестован и осуждён на 10 лет, отбывал наказание в специальных учреждениях ГУЛАГа: в 1931—1933 годах работал в области применения химических технологий в оборонных отраслях, в 1933—1936 годах — в области лесохимической промышленности на Беломоро-Балтийском комбинате. В 1936 году досрочно освобождён, полностью реабилитирован в 1945 году.
В 1936—1941 годах в связи с запретом проживания в Москве работал начальником научно-исследовательской лаборатории Редкинского торфяного комбината Калининской области, откуда с началом Великой Отечественной войны вместе с сотрудниками комбината был эвакуирован в Нижний Тагил, где до 1943 года работал начальником центральной лаборатории Нижне-Тагильского завода № 768, в частности, разработавшей смазочные материалы для реактивных миномётов «Катюша».
В 1943 году отозван в Москву для работы в НИИ пластических масс, где и проработал до конца своих дней, занимая должности начальника методико-аналитической лаборатории, затем лаборатории органического синтеза, заместителя директора, научного консультанта. Одновременно состоял руководителем работ Всесоюзного научно-исследовательского института газа и жидкого топлива — консультантом по вопросам окисления парафина, заместителем председателя секции органического синтеза и членом технического совета МХП СССР. В 1945 году был командирован в Германию для изучения состояния производства пластификаторов и пластических масс.
В 1947 году присвоена учёная степень доктора технических наук без защиты диссертации. В 1952 году присвоено учёное звание профессора. В 1953 году Мошкин П. А. был избран членом-корреспондентом АН СССР по Отделению химических наук (химическая технология).
С 1955 году П. А. Мошкин был председателем Научного совета по пентозансодержащим соединениям при АН Латвийской ССР.
В 1960 году по разработанным ученым методам на Ферганском гидролизном заводе внедрено промышленное производство фурилового спирта, на Владимирском химическом заводе — производство бутандиола из фурфурола. В этом же году назначен членом Научно-технического совета Государственного комитета СМ СССР по химии, где руководил секцией основного органического синтеза. С 1966 года был членом редакционной коллегии журнала «Химия твердого топлива» АН СССР.
Умер 6 ноября 1971 года в Москве.

## Награды и премии
- Большая серебряная медаль ВДНХ (1961) — за представленные разработки химических продуктов
- Сталинская премия второй степени (1948) — за разработку и внедрение в производство новых химических продуктов
- два ордена Трудового Красного знамени (1966; 1971 — с 80-летием со дня рождения)
- медали

## Семья
- отец — Мошкин Афанасий Александрович (1837—1900), купец, потомственный почётный гражданин Москвы;
- мать — Мошкина Анна Васильевна, домохозяйка, потомственная почётная гражданка Москвы, умерла в 1926 году;
- первая жена — Мошкина Зинаида Петровна, умерла в 1933 году. От неё — 2 сына: Владимир, погиб под Ленинградом в 1942 году, и Вячеслав, погиб под Харьковом в 1943 году, и 2 дочери: Ольга — инженер связи, работала начальником связи Московского энергетического института; Галина — инженер-металлург, работала в Государственном институте по проектированию предприятий металлургической промышленности;
- вторая жена — Плашенкова Мария Ивановна, умерла в 1952 году[2].

## Научные труды и публикации
- Парафины сернистых нефтей, как сырье для производства синтетических жирных кислот // Химия и технология топлива и масел. 1957. № 6 (в соавт.);
- Синтез фосфорсодержащих полиэфиров со свободными гидроксильными группами // Пластические массы. 1962. № 7;
- Синтез смеси дикарбоновых кислот с десятью углеродными атомами в цепи // Пластические массы. 1962. № 8[1].

Редактор:
- Сборник «Синтезы мономеров для получения пластмасс и других синтетических материалов из фурфурола», 1959.